# Łąg
Łąg is een plaats in het Poolse district  Chojnicki, woiwodschap Pommeren. De plaats maakt deel uit van de gemeente Czersk en telt 1200 inwoners.

## Verkeer en vervoer
- Station Łąg